# Air Products & Chemicals
Air Products, offiziell Air Products & Chemicals, ist ein US-amerikanischer Hersteller von Industriegasen, der im S&P 500 gelistet ist. Der Hauptsitz von Air Products befindet sich in Allentown (Pennsylvania) in der Lehigh-Valley-Region von Pennsylvania.

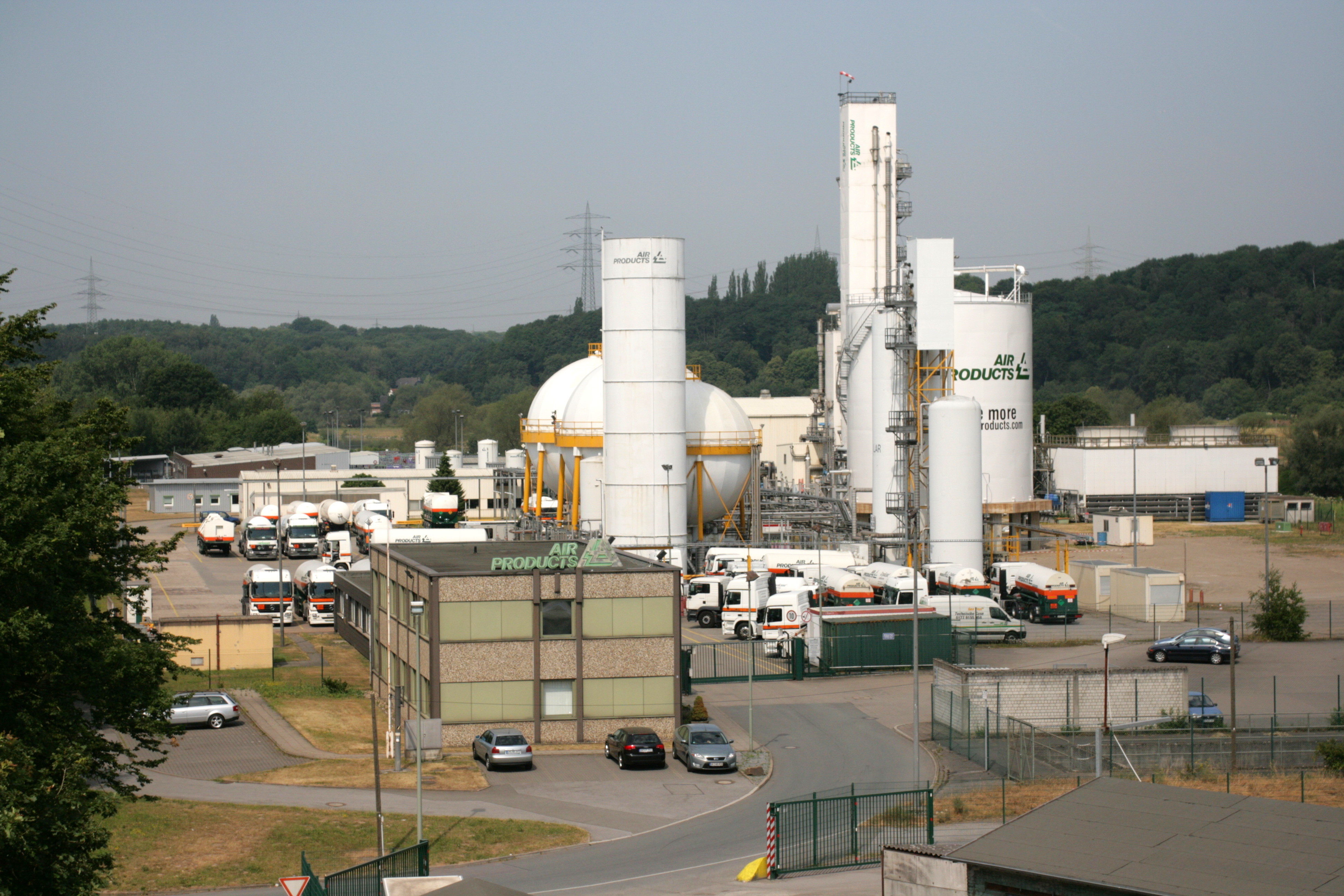
Werk Hattingen

Die deutsche Niederlassung befindet sich in Hattingen.

## Geschichte
Nach Gründung der Air Products 1940 in Detroit wurde 1941 ein erster Sauerstoffgenerator von einem örtlichen Stahlwerk geleast. Während des Zweiten Weltkriegs baute das Unternehmen mobile Sauerstoffgeneratoren für das Militär und zog nach Chattanooga. Nach dem Krieg erfolgte ein weiterer Unternehmensumzug zum heutigen Standort in Allentown. In den 1950er Jahren konnte das Unternehmen weitere Großaufträge vom Militär und der NASA an Land ziehen. Während des folgenden Jahrzehnts gründete das Unternehmen weitere Niederlassungen weltweit und in den 1970er Jahren wurden Kunststoffe ins Programm genommen und Wasserstoff für das Space-Shuttle-Programm geliefert. In den folgenden Jahrzehnten expandierte Air Products durch eine Vielzahl an Zukäufen, Standortneugründungen und der Erweiterung des Portfolios um Produkte für die Halbleiterindustrie.
Zum 3. Januar 2017 verkaufte Air Products sein Spezialadditiv-Geschäft an Evonik. Es umfasste die Herstellung von Spezialaminen, Ethoxylaten und Silicium-Tensiden.

## Produkte
Neben verschiedenen Industriegasen produziert das Unternehmen Halbleitermaterialien, Raffinerie-Wasserstoff sowie weitere Chemikalien. Das Unternehmen lieferte den flüssigen Wasserstoff und Sauerstoff für den Treibstoff der Space Shuttle External Tanks.
Air Products ist weltweit das einzige Unternehmen, das eine Fabrik zur Extraktion von Helium aus Kohlendioxid betreibt. Das dazu nötige heliumreiche Kohlendioxid stammt aus einer natürlichen Lagerstätte in Doe Canyon (Colorado).